# 熱帶風暴塔拉斯 (2022年)
熱帶風暴塔拉斯（英語：Tropical Storm Talas，國際編號：2215，聯合颱風警報中心：WP172022）是2022年太平洋颱風季第15個被命名的風暴。「塔拉斯」（國際音標：[tɐ'las]）一名乃由菲律賓所提供，意為銳利。
塔拉斯雖只為熱帶風暴，但其在日本造成的災情卻是自2019年颱風海貝思以來最為嚴重。

## 發展過程
9月20日，一個熱帶擾動在硫磺島西南方生成，美國海軍研究實驗室給予擾動編號94W。
9月21日凌晨2時，日本氣象廳將其升格為熱帶低氣壓。晚上8時，香港天文台將其升格為熱帶低氣壓。
9月22日凌晨2時，日本氣象廳對其發布烈風警報。同時，台灣中央氣象局將其升格為熱帶性低氣壓，給予編號TD18；聯合颱風警報中心將其升格為熱帶性低氣壓，給予熱帶氣旋編號17W。
9月23日上午8時，日本氣象廳將其升格為熱帶風暴，給予國際編號2215，並命名「塔拉斯」。同時，台灣中央氣象局將其升格為輕度颱風；香港天文台和聯合颱風警報中心將其升格為熱帶風暴。
9月24日上午8時，日本氣象廳表示塔拉斯轉化為溫帶氣旋。晚上8時，日本氣象廳在天氣圖上移除該系統。

## 影響

### 暴雨及人員傷亡
9月22日起，塔拉斯開始侵襲日本中部，帶來狂風暴雨，造成數萬戶停電。受其影響，靜岡縣靜岡市測得破紀錄的417毫米降雨量。暴雨在靜岡縣多處造成嚴重破壞。截至當地時間11月17日下午1時，塔拉斯在靜岡縣造成3人死亡和6人受傷。

### 建築設施
塔拉斯帶來的暴雨在日本中部造成嚴重破壞，大部分房屋受損，總數超過3000棟。其中絕大部分的損毀房屋位於靜岡縣。靜岡縣有6棟房屋被完全破壞、1801棟房屋被嚴重破壞、1175棟房屋受損。同時有超過9000棟房屋受洪水影響而水浸。

## 外部連結
| 太平洋颱風季             |
| 主題頁 - 專題 - 編輯指南 |

- （日語）日本氣象廳首頁 （页面存档备份，存于）
- （英文）聯合颱風警報中心首頁 （页面存档备份，存于）
- （简体中文）中國國家氣象中心首頁 （页面存档备份，存于）
- （繁體中文）臺灣中央氣象局首頁 （页面存档备份，存于）
- （繁體中文）香港天文台首頁 （页面存档备份，存于）
- （繁體中文）澳門地球物理暨氣象局首頁 （页面存档备份，存于）
- （英文）菲律賓大氣地球物理和天文管理局 惡劣天氣公告 （页面存档备份，存于）
- （泰文）泰國氣象局首頁 （页面存档备份，存于）